# 밍톈광창
밍톈광창(중국어 간체자: 明天广场, 정체자: 明天廣場, 병음: Míngtiān Guǎngchǎng 명천광장[*])은 중화인민공화국 상하이시 푸시에 위치한 마천루이다. 지상 55층, 286m의 마천루로 2014년 현재 완공된 건물 중에서는 상하이 시에서 다섯 번째로 높은 빌딩이다.

## 같이 보기
- 마천루 목록
- 아시아의 마천루 목록
- 중화인민공화국의 마천루 목록